# Nkambé
Nkambé – miasto w Kamerunie w Regionie Północno-Zachodnim, stolica departamentu Donga Mantung. Liczy około 33 tys. mieszkańców.